# Radio Romania International
A Radio Romania International a Societatea Română de Radiodifuziune (SRR, a romániai nemzeti közrádió) román közszolgálati műsorszolgáltató tulajdonában lévő román rádió, amely külföldre sugároz. 1989 előtt az állomás neve Radio Bukarest volt.
- RRI 1 - "Romania Live"

2001 márciusától az RRI 1 napi programokat sugároz „Románia, élőben” címmel, ez a Romániai Műsorszolgáltató Főosztály főosztályai által készített műsorok összefoglalása. Ezt az összefoglalót folyamatosan sugározzák műholdon keresztül, az Interneten (RealAudio-ban) és rövidhullámon (Közép- és Nyugat-Európába, valamint Izraelbe), napi 8 órában. Az RRI 1 napi nonstop román és három 30 perces adást sugároz aromán nyelvjárásban, ami évente 9300 órát jelent.
- RRI 2

Az RRI 2 tíz idegen nyelven készít és sugároz műsorokat: arab, kínai, angol, francia, német, olasz, szerb, spanyol, orosz és ukrán, összesen napi 25,5 órát. Vagyis további 9300 órás műsorszórással évente.
A hallgatók közép-, rövid- és ultrarövid hullámon, valamint műholdas és egyéb módokon hallgathatják a műsorokat; az RRI napi 51 órányi rádióműsort készít, ami 12 hónap alatt több mint 18 600 órát jelent.

## Rövidhullámú adások
Az RRI Romániában rövidhullámon 300 kW-tal sugároz Galbeniből és Țiganeștiből, valamint 50 kW-tal Săfticából.

## Fordítás
Ez a szócikk részben vagy egészben  a   Radio Romania International című angol Wikipédia-szócikk fordításán alapul.  Az eredeti cikk szerkesztőit annak laptörténete sorolja fel. Ez a jelzés csupán a megfogalmazás eredetét és a szerzői jogokat jelzi, nem szolgál a cikkben szereplő információk forrásmegjelöléseként.